# Парщиков, Алексей Максимович
Алексе́й Макси́мович Па́рщиков (до 1971 года носил фамилию отца — Рейдерман; 24 мая 1954, Ольга, Приморский край — 3 апреля 2009, Кёльн, Германия) — русский поэт, один из главных представителей метареализма 1980-х годов.

## Биография
Родился в 1954 году в Приморском крае в семье военного врача, впоследствии профессора Максима Исааковича Рейдермана и врача-хирурга Лидии Самуиловны Парщиковой. Максим Рейдерман был отозван из аспирантуры и направлен на Дальний Восток в дислоцированную в Китае воинскую часть за несколько лет до рождения сына в связи с «Делом врачей».
После демобилизации отца семья вернулась в Киев, в 1961 году поселилась в только что получившем новое название Донецке, где Алексей Рейдерман окончил среднюю школу. Учился в Киевской сельскохозяйственной академии и в Литературном институте им. Горького в Москве (окончил в 1981 году).
В 1991 году эмигрировал в США, жил в Сан-Франциско, где в 1993 году получил степень магистра (Master of arts) с работой «Поэзия Дмитрия Александровича Пригова в русском концептуализме» (Dmitry Alexandrovich Prigov’s poetry in Russian conceptualism) на отделении славистики Стэнфордского университета. В 1995 году поселился в Кёльне, где уже жили его родители.
Умер 3 апреля 2009 года, похоронен на кладбище Мелатен в Кёльне (Германия).

## Творческая деятельность
Творчество поэта началось в 1970 году в Донецке. В 1974 году Парщиков познакомился в Литинституте со старшим преподавателем поэтом Константином Кедровым. К ним присоединился однокурсник Парщикова Александр Ерёменко и Иван Жданов, уже окончивший филфак МГУ. Так образовался кружок поэтов совершенно нового направления.
Парщиков принадлежал к кругу неофициальных поэтов 1980-х годов, чьё творчество в дальнейшем, по предложению М. Эпштейна, стало называться метареализмом; Н. Л. Лейдерман и М. Н. Липовецкий М. Н. называют его стиль "необарокко". Среди авторов, связанных с Парщиковым общими ранними выступлениями, творческим общением и последующим совместным анализом в критике, — поэты Александр Ерёменко, Иван Жданов, Аркадий Драгомощенко, Рафаэль Левчин, Юрий Проскуряков, Владимир Аристов, Сергей Соловьёв, Илья Кутик. Первое выступление в ЦДРИ на вечере трёх поэтов, Парщиков-Ерёменко-Жданов вёл Константин Кедров в 1978-м году в Каминном зале. К. Кедров обозначил новую поэзию как «метафору эпохи Теории относительности Альберта Эйнштейна». Первая публикация поэмы «Новогодние строчки» в журнале «Литературная учёба» (№ 1 1984) с послесловием Константина Кедрова «Метаметафора Алексея Парщикова».
В издательстве «Иц-Гарант» (теперешнее ОГИ) в 1996 году вышла книга «Выбранное». В 1998 году издательство «Ad Marginem» опубликовало книгу «Переписка. Вячеслав Курицын — Алексей Парщиков. Февраль 1996 — февраль 1997». Книга «Соприкосновение пауз» (М., Манеж, 2004) представляла совместный проект с художником Игорем Ганиковским. В издательстве «Наука» вышла коллекция стихотворений и прозаических заметок «Анга’ры», серия «Русский Гулливер», М., 2006. В том же году в издательстве «НЛО» появилась книга эссе, переводов и ретроспекций «Рай медленного огня». Последняя прижизненная публикация — книга стихотворений «Землетрясение в бухте Цэ» (совместно с художником Евгением Дыбским), выпущенная Поэтическим клубом Stella Art Foundation в издательстве «Икар» в конце 2008 года.
Был одним из основателей и членом редакции литературно-культурологического журнала «Комментарии».
Парщиков выступал на поэтических фестивалях России, стран Европы и Северной Америки. Первые переводы стихотворений Парщикова относятся, вероятно, к 1983 году (идиш, выполнены Львом Беринским). С тех пор его стихи выходили на различных языках, в том числе отдельными изданиями (на датском и английском языках) и в иностранной периодике на идишe, китайском, немецком, нидерландском, сербском, узбекском (выполнены Мухаммадом Салихом), финском, французском, японском и других языках. Сам Парщиков осуществил переводы с узбекского (Мухаммада Салиха), идиша (Льва Беринского), английского и немецкого языков.

## Семья
Первая жена (с 1972 года) — Ольга Львовна Свиблова, российский кинорежиссёр-документалист, куратор художественных экспозиций. Сын Тимофей (род. 1983), фотограф.
Вторая жена (1991—1995) — Мартина Хюгли (Martina Hügli, род. 1969), швейцарская поэтесса.
Третья жена — Екатерина Дробязко, журналистка. Сын Матвей (Matthäus Parshchikov, Matthew Parshchikov, род. 2006), фотограф.

## Книги стихов
- Intuitionsfigurer. Aerhus: Hutes Forlag/S.O.L. — 1988. — 64 p. (датский, пер. Rer Aage Brandt & Marie Tetzlaff). — ISBN 87-7483-208-5.
- Фигуры интуиции: Стихотворения. — Пред. К. Ковальджи; Худож. А. Махов. — М.: Московский рабочий, 1989. — 96 с., 10 000 экз. — ISBN 5-239-00711-X.
- Blue Vitriol. — Penngrove: Avec Press, 1994. — 62 p. (английский, пер. John High, Michael Molnar, Michael Palmer, предисловие Marjorie Perloff) (См. http://www.crl.com/~creiner/sintax/parsh.crit.html (недоступная+ссылка)). — ISBN 1-880713-02-0; Library of Congress Catalog Card Number 93-71880.
- Cyrillic Light. — М.: Серия книг журнала «Золотой вѣкъ», 1995. — 111 с., 1001 экз. — ISSN 08695849.
- Выбранное. — М.: Иц-Грант, 1996. — 207 с. — ISBN 5-900241-25-4.
- Соприкосновение пауз. (Совместный проект с художником Игорем Ганиковским). — М.: Центральный выставочный зал «Манеж», 2004. — 203 с. — ISBN 5-902618-03-7.
- Анга’ры. — М.: Наука, 2006. — 253 с. — ISBN 5-02-034534-2.
- Рай медленного огня: Эссе, письма, комментарии. — М.: Новое литературное обозрение, 2006. — 328 с. — 1000 экз. ISBN 5-86793-466-7
- Землетрясение в бухте Цэ (Совместный проект с художником Евгением Дыбским). — М.: Издательство «Икар», 2008. — 124 с. — ISBN 978-5-7974-0179-7.
- Выбранное. — М.: ОГИ, 2010.
- Дирижабли. — М.: Время, 2014. — 224 с. — (Поэтическая библиотека). ISBN 978-5-9691-1163-9
- Минус-корабль. — [Предисловие Михаил Эпштейн] — СПб.: Издательство «Пальмира», 2018. — 240 с. — (Часть речи). ISBN 978-5-521-00945-9

## Премии
- Лауреат премии Андрея Белого (1987)
- Лауреат премии Московского Биеннале поэтов в номинации «Литературная легенда» (2005)
- Лауреат поэтической премии Константина Кедрова Президентского фонда культурных инициатив (посмертно, 2024)[26]

## Нон-фикшн
- Путеводитель по Москве/Moskovan Kaltainen Kaupunki Seikkailijan Matkaopas Toimittaneet. Alexei Parshchikov, Jukka Mailenen, Marjo Maenpaa. Helsinki: Orirnt X-Press, 1989, p. 84 (финский).
- Алексей Парщиков, Вячеслав Курицын. Переписка. Февраль 1996 — Февраль 1997. — М.: Ad Marginem, 1998. — 126 с. — ISBN 5-88059-040-2. (шорт-лист Малой Букеровской премии, Москва, 1998)
- Рай медленного огня: Эссе, письма, комментарии. — М.: Новое литературное обозрение, 2006. — 328 с. — ISBN 5-86793-466-7.
- Кёльнское время. — М.: Новое литературное обозрение, 2019. — 768 с. — ISBN ISBN 978-5-4448-0999-0. Архивировано 3 июля 2019 года.

## Переводы
- Мухаммад Салих. Прозрачный дом, часть 2, «Тысячелетний пост». Ташкент: Ёш гвардия, 1989. С. 32-60 (перевод с узбекского Алексея Парщикова). ISBN 5-633-00208-3. 2-е издание в книге: Мухаммад Салих. Байрак. Том 2. — С. 90-104. — ISBN 975-6545-17-8.
- Тед Хьюз. Цикл о Во́роне: Строфы века-2: Антология мировой поэзии в русских переводах XX века. Сост. Евг. Витковский. — М.: Полифакт, 1998. — С. 1057—1059. — ISBN 5-89356-005-1; Из книги Во́рон: Рай медленного огня: Эссе, письма, комментарии. Москва: Новое литературное обозрение, 2006, с. 303—308 (9 стихотворений) ISBN 5-86793-466-7
- Бернштейн, Чарльз. Изощрённость поглощения. Пер. Алексея Парщикова, Патрика Генри, Марка Шатуновского — М.: 2008.